# SN 2001C
SN 2001C – supernowa typu Ia odkryta 4 stycznia 2001 roku w galaktyce PGC0019975. W momencie odkrycia miała maksymalną jasność 14,70m.